# Gesänge der Frühe

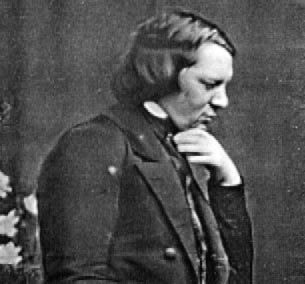
Robert Schumann (Daguerreotypie, um 1850)

Die Gesänge der Frühe, op. 133, sind ein Klavierzyklus von Robert Schumann, den er zwischen dem 15. und 18. Oktober 1853 in Düsseldorf komponierte und Bettina von Arnim widmete. Er umfasst fünf kurze Stücke und ist das letzte Klavierwerk, dessen Drucklegung Schumann noch selbst gestaltete und überwachte.
Mit seiner späten, etwa ein halbes Jahr vor seinem Selbstmordversuch geschriebenen Komposition reagierte Schumann auf die ersten Werke des jungen Johannes Brahms, den er kurz darauf in der Neuen Zeitschrift für Musik unter dem Titel Neue Bahnen überschwänglich lobte und als Berufenen vorstellte, an dessen Wiege Grazien und Helden gewacht hätten.

## Zur Musik
I. Im ruhigen Tempo in D-Dur (4/4 Takt)
Das erste Stück umfasst nur 39 Takte und erinnert an einen Choral.
II. Belebt, nicht zu rasch in D-Dur (4/4)
Im zweiten in derselben Tonart stehenden Stück spielt die Rechte Triolen, während die Linke eine punktierte oktavgesetzte Melodie übernimmt; zwischen beiden bewegt sich eine einfache Mittelstimme.
III. Lebhaft in A-Dur (9/8)
Der Klaviersatz des vergleichsweise umfangreichen und technisch anspruchsvolleren Mittelstücks erinnert an den Stil des frühen Skrjabin. Ein punktierter „Reiter-Rhythmus“ durchzieht die Komposition mit Akkorden und Oktaven.
IV. Bewegt in fis-Moll (2/4)
Im vierten Stück  entfaltet sich eine Diskantmelodie über schnelle Arpeggien in unterschiedlichen Lagen.
V. Im Anfange ruhiges, im Verlauf bewegtes Tempo in D-Dur (4/4)
Die kurze Einleitung des letzten,  stehenden Stückes erinnert an ein Choralvorspiel; die folgende Melodie wird von einer fließenden, stellenweise von beiden Händen gespielten Sechzehntelbewegung begleitet.

## Entstehung und Hintergrund
Schumann hatte bereits einige Jahre zuvor einen Zyklus geplant, der den Titel Gesänge der Frühe. An Diotima tragen sollte. Mit dem Namen bezog er sich auf die literarische Figur Diotima, die in Friedrich Hölderlins Lyrik und seinem Roman Hyperion eine bedeutende Rolle spielt und auf das Symposion Platons zurückgeht, in dem Sokrates von ihr und ihren Lehren über die Natur des Eros berichtet.
Entgegen einer weitverbreiteten Meinung handelt es sich bei den Gesängen der Frühe nicht um die letzte Komposition Schumanns. Dem Zyklus folgten noch einige kammermusikalische Werke und seine Variationen Es-Dur, die später den Beinamen Geistervariationen erhielten.
Dem Titel entsprechend lassen sich in den einfachen und schmucklosen Stücken unterschiedliche Formen des Gesangs erkennen. Das erste und fünfte erinnert an einen Choral, das zweite und vierte an Lieder mit instrumentaler Begleitung, das mittlere mit dem durchgehend punktierten Rhythmus wiederum an ein Jagdlied.
Sein letzter Klavierzyklus war ihm so wichtig, dass er sich noch aus der Heil- und Pflegeanstalt in Endenich mit ihm befasste. Von dort aus bat er Clara, ihm zur Ansicht noch einmal das Manuskript zukommen zu lassen. Der Widmungsträgerin Bettina von Arnim schrieb er, es würde ihn freuen, wenn sie die Stücke in Claras Interpretation hören könnte.
Nur drei Tage vor seinem Selbstmordversuch charakterisierte Schumann in einem Brief an seinen Verleger Friedrich Wilhelm Arnold seinen Zyklus als Sammlung von „Musikstücke(n), die die Empfindungen beim Herannahen und Wachsen des Morgens schildern, aber mehr aus Gefühlsausdruck als Malerei.“
Mit diesen Worten bezog er sich auf die Anmerkung Ludwig van Beethovens über die 
Pastorale: „Mehr Ausdruck der Empfindung als Malerei.“
Clara selbst schrieb über die Komposition: „Ganz originelle Stücke wieder, aber schwer aufzufassen, es ist so eine ganz eigene Stimmung darin“, eine Wendung, die nach Auffassung Martin Demmlers darauf hindeutet, dass sie mit ihnen „nichts anfangen“ konnte. Für ihn sind sie von einem neuartigen und hymnischen, wenn auch melancholischen Ton geprägt. Der einfache Klaviersatz verzichte auf schmückendes Beiwerk und vermeide Virtuosität.